# フリードリヒ3世 (ザクセン選帝侯)
フリードリヒ3世（Friedrich III., 1463年1月17日 - 1525年5月5日）は、ヴェッティン家のザクセン選帝侯（在位：1486年 - 1525年）。賢明公、賢公（ドイツ語：der Weise）と称される。宗教改革の指導者であるマルティン・ルターを保護しプロテスタントを承認したことと、ヴィッテンベルク大学設立の功績で知られる。日本の高等学校用世界史教科書・参考書等でザクセン選帝侯フリードリヒといえば、ふつうこの人物を指す。

## 生涯
フリードリヒは、1463年、ザクセン公国のトルガウで、ザクセン選帝侯エルンストとその妃であったバイエルン公アルブレヒト3世の公女エリーザベトの第2子として生まれた。
1486年、父エルンストの死に伴いザクセン選帝侯に就任。当時の神聖ローマ皇帝マクシミリアン1世に仕える。1519年、マクシミリアン1世の死に伴う皇帝選挙で候補の一人に挙げられるもこれを辞退、既にスペイン王カルロス1世として即位していたマクシミリアンの孫を推薦して、皇帝カール5世を誕生させた。
しかし、1521年にヴォルムス帝国議会でルターが自説の撤回を拒否し、カール5世からドイツ国内で法律の保護対象外（事実上の国外追放処分）に置かれると、皇帝の決定に反して「ルターを誘拐した」という名目で居城であるヴァルトブルク城に匿った。皇帝カール5世にとってフリードリヒ3世は自らの皇帝即位の立役者である上、当時のドイツはイタリア戦争最中の非常に政情不安定な状況にあったため、皇帝は彼に対して別段の処置を採らなかった。またローマ教皇にとってもフリードリヒはハプスブルク家に対抗するために蔑ろにできない大諸侯ということもあり、表立った圧力が加えられることはなかった。外出も満足に出来ずヴァルトブルク城に篭もりきりの生活は、時としてルターには精神的に辛いものだったようだが、ともかくも身の安全を保障されて、ルターはこの時期に著名な新約聖書のドイツ語訳を行っている。
1525年ランガウにて死亡し、ヴィッテンベルク城教会に葬られた。死の間際にルター派へ改宗している。正妻を持たなかったため、ザクセン選帝侯位は弟のヨハンが継承した。ヨハンはフリードリヒ3世のプロテスタント容認政策を継承して「不変公」と称され、その後もエルンスト系のザクセン公はドイツ宗教改革の流れの中でルター派諸侯の中心となっていく。

## 文化振興

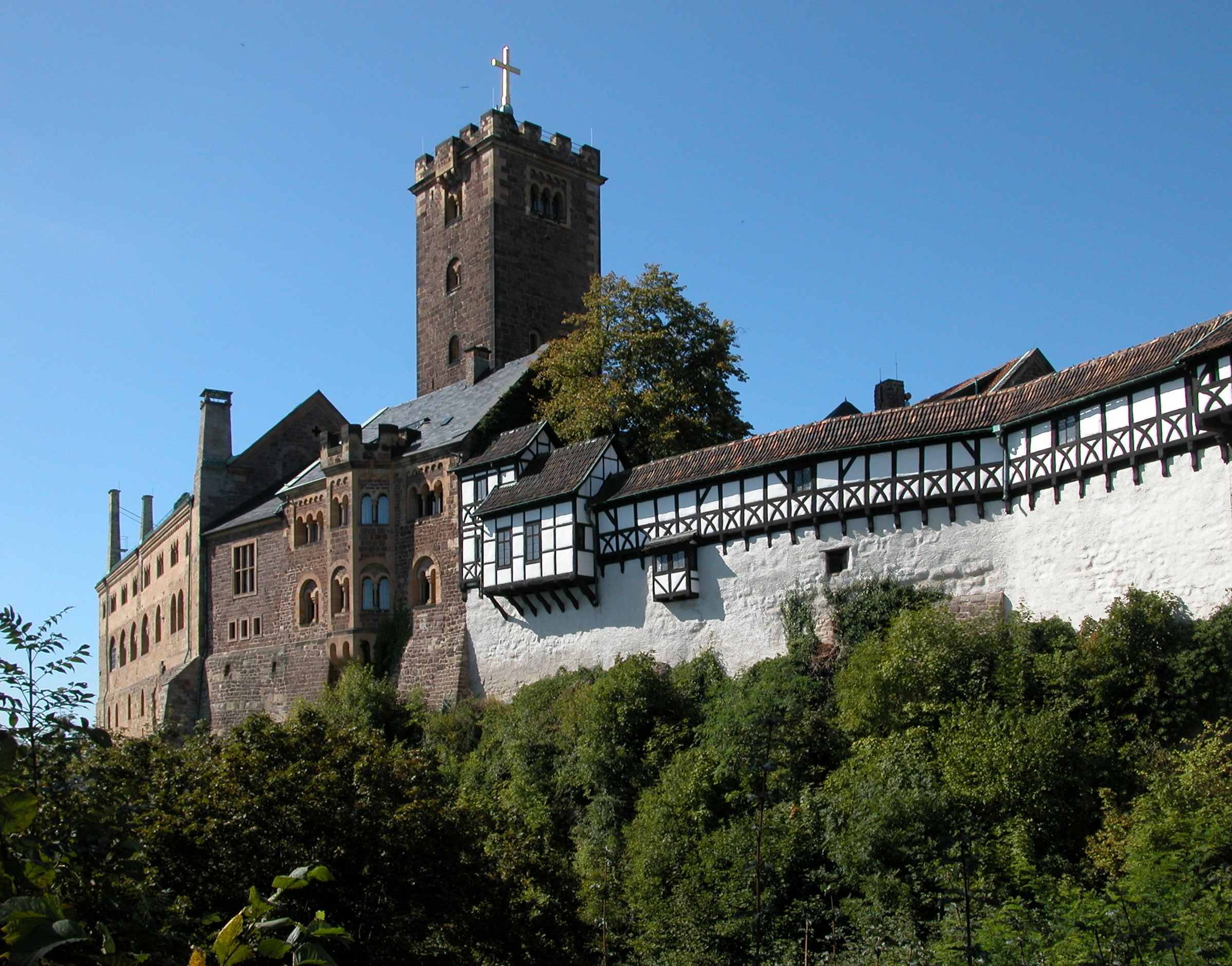
居城・ヴァルトブルク城

フリードリヒ3世は学問・芸術・宗教等の諸文化に関心が深く、宮廷を置いたヴィッテンベルクは文化都市として栄えた。教会には当時のヨーロッパで有数の聖遺物コレクションが集められ、フリードリヒの御用絵師として勤めたルーカス・クラナッハもこの地に工房を構えている。
1502年にはヴィッテンベルク大学を設立した。この大学で設立間もない時期から教鞭を執っていたのがマルティン・ルターで、1512年に神学教授に就任すると、フリードリヒの死後まで長くこの職を務め続けた。またルターの協力者である人文主義者フィリップ・メランヒトンも1518年に同大学のギリシア語教授として招かれている。通説では、このヴィッテンベルク大学内の聖堂の扉にルターは「95ヶ条の論題」を掲示したと言われる。
宗教改革の動きが活発になり、ルター派に対する皇帝・諸侯の弾圧が強まると、フリードリヒ3世はヴィッテンベルクに多くの信者を受け入れた。以後、フリードリヒの死後も含め、チェコのヤン・ブラホスラフ、デンマークのハンス・タウセン等、東欧・北欧の宗教改革指導者の多くがヴィッテンベルクから輩出された。

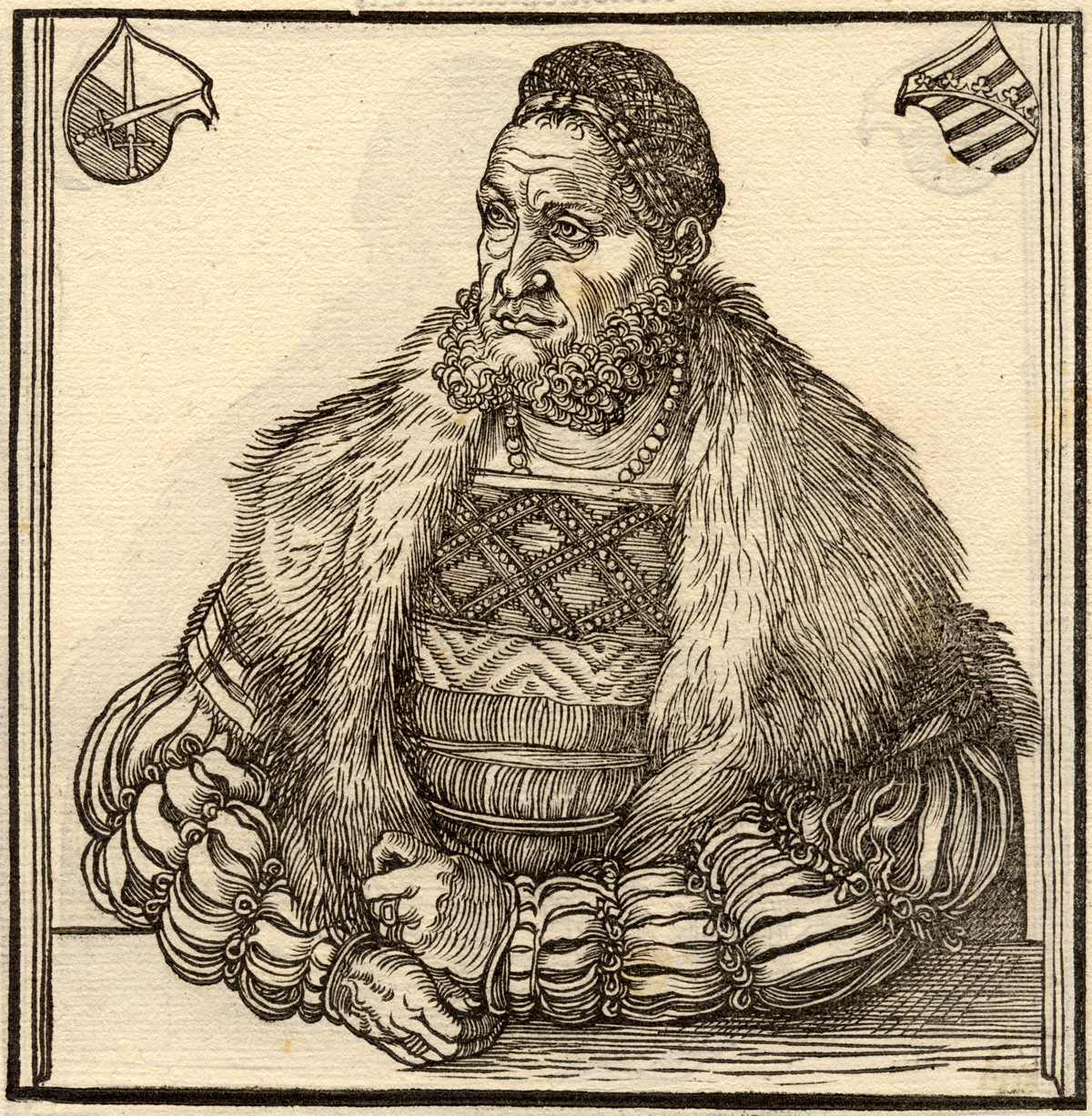
フリードリヒ3世（1510年、ルーカス・クラナッハ画）
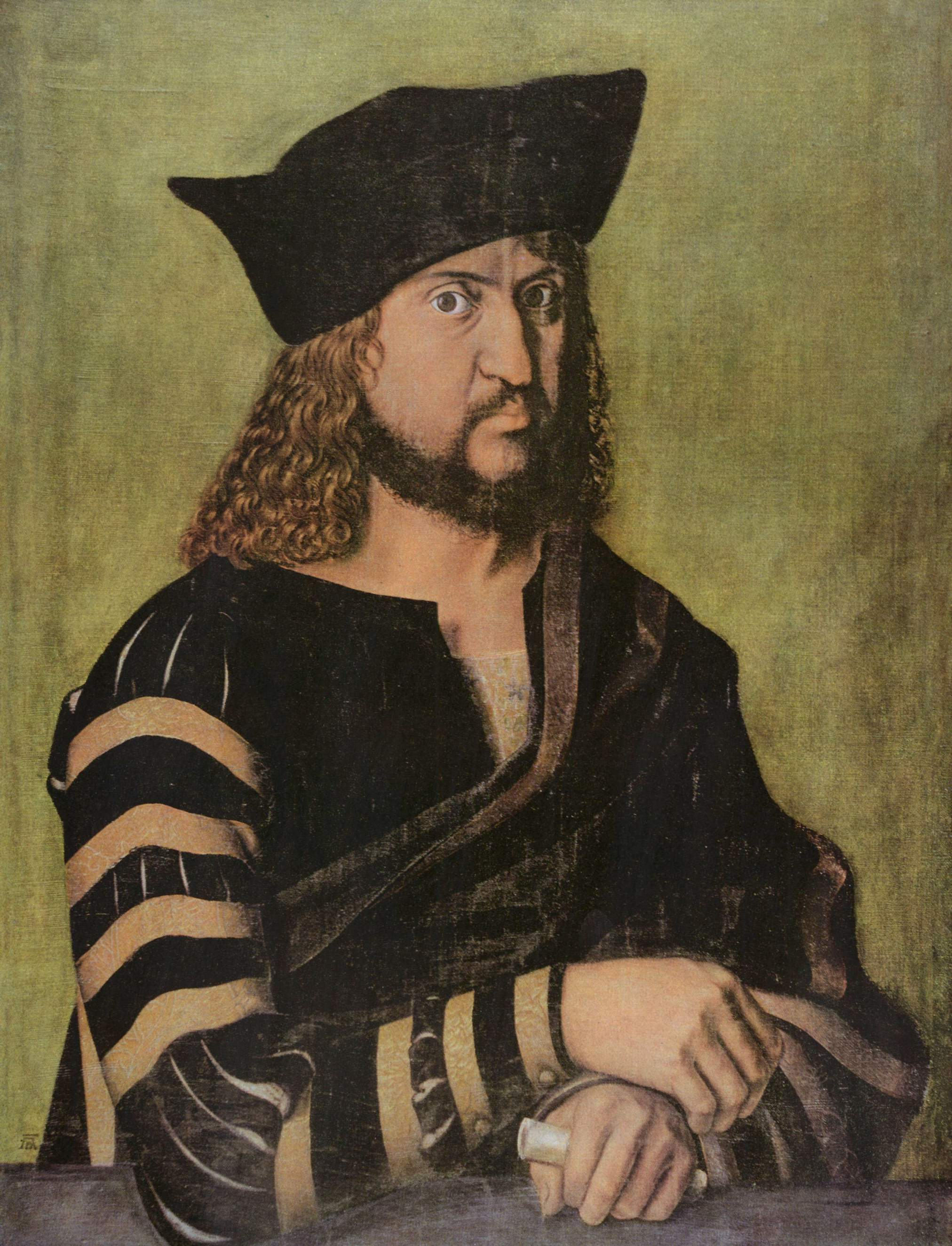
若き日のフリードリヒ3世（1500年、アルブレヒト・デューラー画）